# Ordem da Casa de Hohenzollern

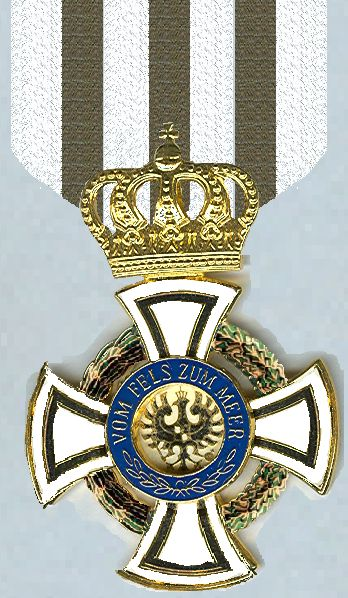
Ordem Real da dinastia Hohenzollern.

A Ordem da Casa de Hohenzollern (Hausorden von Hohenzollern ou Hohenzollernscher Hausorden) foi uma ordem honorifica da Casa de Hohenzollern atribuída a militares e civis que prestassem serviços distintos. Dentro desta ordem, havia diversas classes, cruzes e medalhas que podiam ser atribuídas a militares de baixa patente e a civis. Foram atribuídas 8300 cruzes da Ordem da Casa Real apenas durante a Primeira Guerra Mundial, a oficiais que haviam mostrado bravura e competência no campo de batalha.

## Classes
A ordem honorifica era composta por três classes:
- Ordem da Casa Real
- Ordem do Principado Real
- Ordem da Casa Romena